# Friedrich Wetzel (Politiker)
Friedrich Wetzel (* 10. Januar 1903 in Hohensalza; † 29. Oktober 1959 in Cardiff) war ein deutscher KPD-Funktionär und Widerstandskämpfer gegen das NS-Regime.

## Leben
Wetzel erlernte in Stettin den Beruf des Feinmechanikers. Anschließend ging er auf Wanderschaft. 1926 trat er der KPD bei. Nach seiner Rückkehr nach Stettin im Jahre 1927 war er Mitarbeiter des AM-Apparats der KPD-Bezirksleitung Pommern. Von 1931 bis September 1932 leitete er den dortigen AM-Apparat. 1932 war er Kursant an der M-Schule der Komintern bei Moskau. Nach seiner Rückkehr aus der Sowjetunion wurde er Orgleiter der KPD-Bezirksleitung Pommern in Stettin.
Nach der „Machtergreifung“ der Nationalsozialisten war er im Frühjahr maßgeblich an der Reorganisation der KPD in Pommern beteiligt. Am 13. Juli 1933 wurden in Stettin vierzig Kommunisten, darunter der Leiter der illegalen Bezirksparteiorganisation Pommern, Hermann Matern, sein enger Mitarbeiter Wetzel und der Redakteur Franz Braun in „Schutzhaft“ genommen. Die Festgenommenen wurden schwer misshandelt, Braun ermordet. Wetzel und Matern wurden wegen „Hochverrats“ vor dem Volksgerichtshof angeklagt, die Verhandlung war für den 2. Oktober angesetzt.
In der Nacht vom 17. zum 18. September gelang jedoch Wetzel zusammen mit Hermann Matern, Bruno Retzlaff-Kresse und Erwin Tomkewitz die Flucht aus dem Gefängnis in Altdamm bei Stettin. Nach drei Wochen illegalen Aufenthalts in Stettin und Umgebung konnten Matern, Retzlaff-Kresse und Wetzel – Tomkewitz war durch eine Unvorsichtigkeit wieder in die Hände der Gestapo geraten – Stettin verlassen.
Wetzel floh in die Tschechoslowakei, später nach Großbritannien. Er lebte als Frederick Wetzel nach 1945 in Südengland und kehrte nicht nach Deutschland zurück.